# Pidhoroddea, Rohatîn
Pidhoroddea (în ucraineană Підгороддя) este localitatea de reședință a comunei Pidhoroddea din raionul Rohatîn, regiunea Ivano-Frankivsk, Ucraina.

## Demografie
Componența lingvistică a localității Pidhoroddea
     Ucraineană (99,81%)
     Alte limbi (0,19%)
Conform recensământului din 2001, majoritatea populației localității Pidhoroddea era vorbitoare de ucraineană (99,81%), existând în minoritate și vorbitori de alte limbi.